# 류덕환
류덕환(柳德煥, 1987년 6월 12일 ~ )은 대한민국의 배우이다.

## 경력
류덕환은 6세에 무대에서 어린이 배우로 경력을 시작했다. 그의 초기 TV 드라마 출연작 중 하나는 그가 8년 동안 출연했던 인기 드라마 《전원일기》였다.
여러 영화에서 조연을 맡았지만, 천하장사 마돈나에서의 주연 연기로 비평가들의 찬사와 업계의 인정을 받았다. 씨름팀에 합류하는 트랜스젠더 십대 역할을 위해 세 달 만에 28kg을 찌웠다.
다른 주목할 만한 역할로는 《묻지마 패밀리》에서 나이키 운동화를 간절히 원하는 고등학생, 웰컴 투 동막골의 조선민주주의인민공화국 군인, 아들에서 소원해진 아버지를 만나는 소년, 우리동네의 연쇄 살인범, 그림자 살인의 의대생, 신의 퀴즈의 최고 신경외과 의사이자 법의학 감정사, 그리고 신의의 공민왕이 있다. 또한 연극 에쿠스와 장진의 《서툰 사람들》에 출연했다.
2012년 올레 스마트폰 영화제에서 단편 영화 《장준환을 기다리며》를 연출했다.

## 개인사
류덕환의 어머니는 뮤지컬 제작자 정옥영이다.
2020년 8월 26일, 류덕환은 팬 카페를 통해 7년 동안 사귄 여자친구인 CEO이자 모델 전수린과 결혼한다고 발표했다.
2021년 4월, 류덕환은 약혼녀 전수린과 결혼식을 올릴 예정이라고 발표했다. 결혼식은 2020년 10월에서 코로나19로 인해 연기된 후 2021년 4월에 열렸다. 가족과 가까운 친구들만 참석한 비공개 행사였다.

## 학력
- 신성중학교 (졸업)
- 신성고등학교 (졸업)
- 중앙대학교 연극학과 (졸업)
- 중앙대학교 첨단영상대학원 연출학과 (졸업)

## 연기 활동

### 영화
- 1999년 《산전수전》 ... 수영장 소년 역
- 2002년 《마리이야기》 ... 남우 목소리 역
- 2002년 《묻지마 패밀리》 ... 어린 명진 역
- 2004년 《어린 신부》 ... 동구 역
- 2005년 《웰컴 투 동막골》 ... 서택기 역
- 2000년 《학교 전설》
- 2006년 《천하장사 마돈나》 ... 오동구 역
- 2007년 《천년여우 여우비》 ... 황금이 목소리 역
- 2007년 《우리동네》 ... 효이 역
- 2007년 《아들》 ... 이준석 역
- 2009년 《그림자 살인》 ... 광수 역
- 2010년 《지구대표 롤링스타즈》 ... 럭키 역 (애니메이션 더빙)
- 2010년 《퀴즈왕》 ... 오철주 역
- 2011년 《세상에서 가장 아름다운 이별》 ... 정정수 역
- 2011년 《헤드》 ... 신홍제 역
- 2011년 《링크》 ... 이재현 역
- 2011년 《검지손가락》(단편)
- 2012년 《복숭아나무》 ... 최동현 역
- 2012년 《장준환을 기다리며》 ... 감독
- 2013년 《누구의 딸도 아닌 해원》 ... 동주 역
- 2013년 《뒷담화:감독이 미쳤어요》
- 2014년 《흑산도》 ... 탈북민 VJ 국현 역
- 2015년 《열정같은소리하고있네》 ... 서진 역 (특별출연)
- 2015년 《비공식 개강총회》(단편, 조연, 미술, 제작, 감독 겸업) ... 남학생 역 (목소리)
- 2016년 《위대한 소원》 ... 고환 역
- 2016년 《혼숨》 ... 야광 역
- 2018년 《국가부도의 날》 ... 오렌지 역
- 2019년 《배심원들》 ... 판사 역 (특별출연)
- 2019년 《난폭한 기록》 ... 남국현 역

### 텔레비전 드라마
- 1995년 MBC 《전원일기》 ... 이순길 역
- 1996년 MBC 《낫》
- 1996년 EBS1 《감성세대》
- 1998년 SBS 《나 어때》
- 1998년 MBC 《베스트극장 - 공춘택씨의 계약결혼》 ... 춘택의 첫째 아들 역 (김창완 아역)
- 1999년 MBC 《남자 셋 여자 셋》 ... 동위국 황태자(성우 배역) 역
- 1999년 MBC 《왕초》 ... 쥐똥 역
- 1999년 SBS 《순풍산부인과》 ... 1999년 당시 미달과 의찬의 5학년 선배 역
- 1999년 SBS 《행진》
- 2000년 MBC 《뉴 논스톱》 ... 한강수 역
- 2000년 KBS2 《태양은 가득히》 ... 어린 장호태 역
- 2001년 KBS2 《순정》 ... 어린 허찬석 역
- 2001년 KBS1 《TV소설 - 새엄마》 ... 어린 허상욱 역 (이승우 아역)
- 2001년 KBS2 《부부클리닉 사랑과 전쟁 - 기러기 아빠 편》 (88회, 7월 13일)
- 2002년 MBC 《논스톱 3》
- 2002년 SBS 《오남매》 ... 어린 한정식 역 (최철호 아역)
- 2002년 KBS2 《드라마시티 - 햇빛 쏟아지던 날들》 ... 심태호 역
- 2002년 MBC 《베스트극장 - 달려라 장부장》 ... 팔봉의 아들 역
- 2002년 KBS2 《태양인 이제마》
- 2003년 KBS1 《무인시대》 ... 어린 최충헌 역
- 2003년 EBS1 《TV로 보는 원작동화 - 악마의 유혹》 ... 천사 역
- 2003년 MBC 《베스트극장 - 피아노 치는 남자》 ... 학원생 역
- 2003년 MBC 《베스트극장 - Do 야 love me?》 ... 윤경 역
- 2003년 EBS1 《TV로 보는 원작동화 - 바다 교향곡》 ... 정현 역
- 2003년 KBS2 《드라마시티 - 꽃게장과 소시지》 ... 준희 역
- 2004년 MBC 《물꽃마을 사람들》 ... 유재경 역
- 2004년 KBS2 《드라마시티 - 아름다운 동거》 ... 이재원 역
- 2004년 KBS2 《성장드라마 반올림#》
- 2005년 KBS2 《드라마시티 - 바람난 아빠》 ... 강성민 역
- 2010년 OCN 《신의 퀴즈》 ... 한진우 역
- 2011년 OCN 《신의 퀴즈 2》 ... 한진우 역
- 2012년 OCN 《신의 퀴즈 3》 ... 한진우 역
- 2012년 SBS 《신의》 ... 공민왕 역
- 2013년 KBS2 《굿 닥터》 ... 어른 박시덕 역
- 2014년 OCN 《신의 퀴즈 4》 ... 한진우 역
- 2015년 SBS 《너를 노린다》 ... 박희태 역
- 2018년 JTBC 《미스 함무라비》 ... 정보왕 역
- 2018년 OCN 《신의 퀴즈: 리부트》 ... 한진우 역
- 2019년 MBC 《특별근로감독관 조장풍》 ... 우도하 역
- 2020년 SBS 《아무도 모른다》 ... 이선우 역
- 2025년 JTBC 《천국보다 아름다운》 ... 목사 역

## 연기 외 활동

### 텔레비전 프로그램
- 1992년 《뽀뽀뽀》
- 1995년 《테마게임》[16]
- 2008년 《스페셜 무비 UTum》
- 2010년 《현장토크쇼 TAXI》 (161회, 10월 14일) ... 게스트
- 2012년 《코이카의 꿈》
- 2013년 《희망 TV》
- 2013년 SBS 《SBS 스페셜 - 학교의 눈물》 ... 내레이션
- 2021년 《우도주막》 (2회, 7월 19일) ... 게스트

### 뮤직비디오
- 2007년 2NB 〈눈시울〉
- 2009년 브라운 아이드 걸스 〈Sign〉
- 2011년 라즈베리필드 〈있잖아〉

### 유아비디오
- 1999년 《핑클의 나비나비 동요축제》 - 목소리 출연
- 2005년 《해리포터 불의잔》

### 광고
- 2000년 교학사 교학에듀벨리
- 2005년 오리온 초코파이
- 2005년 농심 새우탕 큰사발
- 2006년 해태음료 써니텐
- 2008년 농심 짜파게티
- 2011년 채선당 샤브샤브

## 수상 및 후보
| 연도 | 시상식                          | 부문                              | 작품            | 결과 |
| ---- | ------------------------------- | --------------------------------- | --------------- | ---- |
| 2006 | 제9회 디렉터스 컷 시상식        | 올해의 신인연기자상               | 천하장사 마돈나 | 수상 |
| 2006 | 제27회 청룡영화상               | 신인남우상                        | 천하장사 마돈나 | 수상 |
| 2006 | 제7회 부산영화평론가협회상      | 신인남우상                        | 천하장사 마돈나 | 수상 |
| 2006 | 씨네21 영화상                   | 올해의 신인남자배우               | 천하장사 마돈나 | 수상 |
| 2007 | 제11회 몬트리올 판타지아 영화제 | 남우주연상                        | 천하장사 마돈나 | 수상 |
| 2007 | 제4회 맥스무비 최고의 영화상    | 최고의 신인배우상                 | 천하장사 마돈나 | 수상 |
| 2007 | 제43회 백상예술대상             | 영화부문 남자 신인연기상          | 천하장사 마돈나 | 후보 |
| 2007 | 제44회 대종상                   | 신인남우상                        | 천하장사 마돈나 | 수상 |
| 2007 | 제1회 대한민국 영화연기대상     | 영스타상                          | 천하장사 마돈나 | 수상 |
| 2012 | SBS 연기대상                    | 미니시리즈부문 남자 특별연기상    | 신의            | 후보 |
| 2020 | SBS 연기대상                    | 장르‧액션 부문 남자 최우수 연기상 | 아무도 모른다   | 후보 |